# Isla Iguana (Guna Yala)
Isla Iguana (en idioma guna: Aridup, pronunciado arridup o Isla de la Iguana) es una isla del archipiélago de San Blas, Panamá. Forma parte del corregimiento de Narganá. Es una pequeña isla habitada por una familia de la etnia kuna. La principal actividad económica de la isla es el turismo en el cual participan todos sus habitantes. La isla cuenta con un restaurante y cabañas turísticas.

## Toponimia
Como es común en la comarca de Guna Yala, las islas toman su nombre de elementos de la naturaleza, en este caso de un reptil: la iguana. En guna el topónimo es Aridup, que deriva de dos palabras gunas: Ari que significa Iguana y Dub que significa Isla.

## Marco geográfico y localización
La isla constituye junto a otras islas y cayos, entre ellos isla Aguja e isla Anzuelo parte del sector cartí, ubicado a 15 minutos en bote del puerto de Tupile, principal vía de acceso a la comarca de Guna Yala. La cabecera de la comarca se ubica en otra isla a media hora de isla Iguana.

## Economía
Se basa principalmente en el turismo, los habitantes cuentan con una empresa turística familiar conocida como Iguana Tours. Conocida por sus aguas cristalinas y arenas blancas, atrae a múltiples turistas. 